# 眶上動脈
眶上动脉是眼动脉的一个分支。它在眼眶内向前穿过，通过眶上孔或沿眶上神经的切迹离开眼眶，分成两个末端分支，继续与头部动脉形成吻合。

## 结构

### 起源
眶上动脉起源于眼动脉。  

### 流域
眶上动脉通过眼睛上方和上直肌和上睑提肌的内侧在眼眶中向前行进。然后汇合穿过眶顶骨膜和上睑提肌，通向眶上孔或切迹。通过眶上孔或切迹后，眶上动脉常分裂为浅支和深支。

### 供应
眶上动脉为上直肌、上斜肌、提睑肌、眶周、额骨板板、额窦、上眼睑、以及前额和头皮的皮肤和肌肉组织提供血液供应 。

### 吻合
眶上动脉的终支与滑车上动脉、浅颞动脉的额支及对侧眶上动脉吻合 。

### 变化
10% 到 20% 的人可能没有眶上动脉动脉。 

## 图片

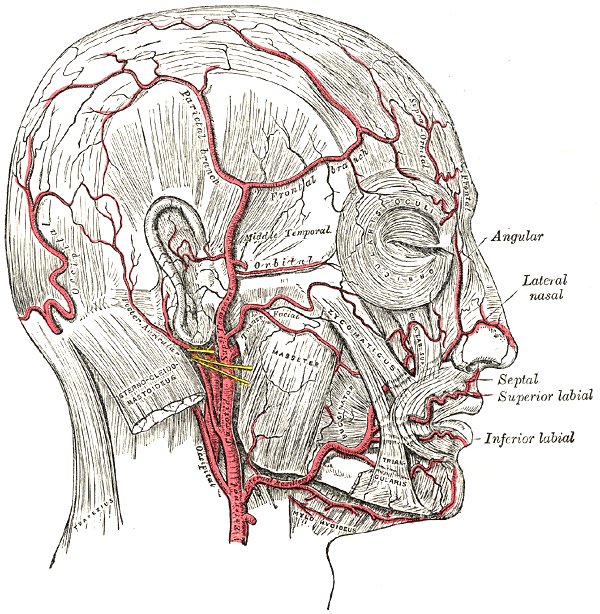
脸部和头部的动脉
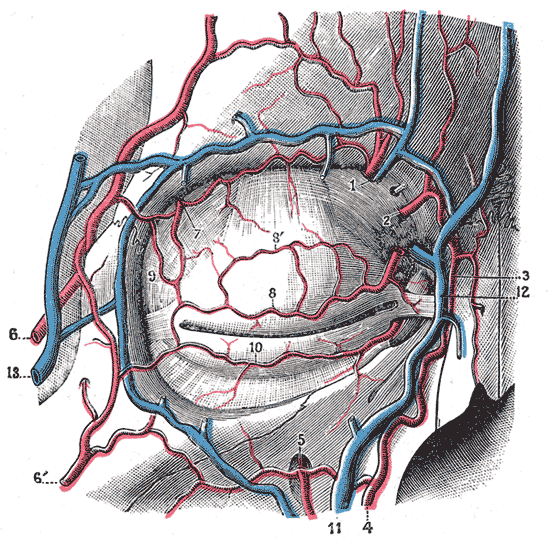
眼皮的血管
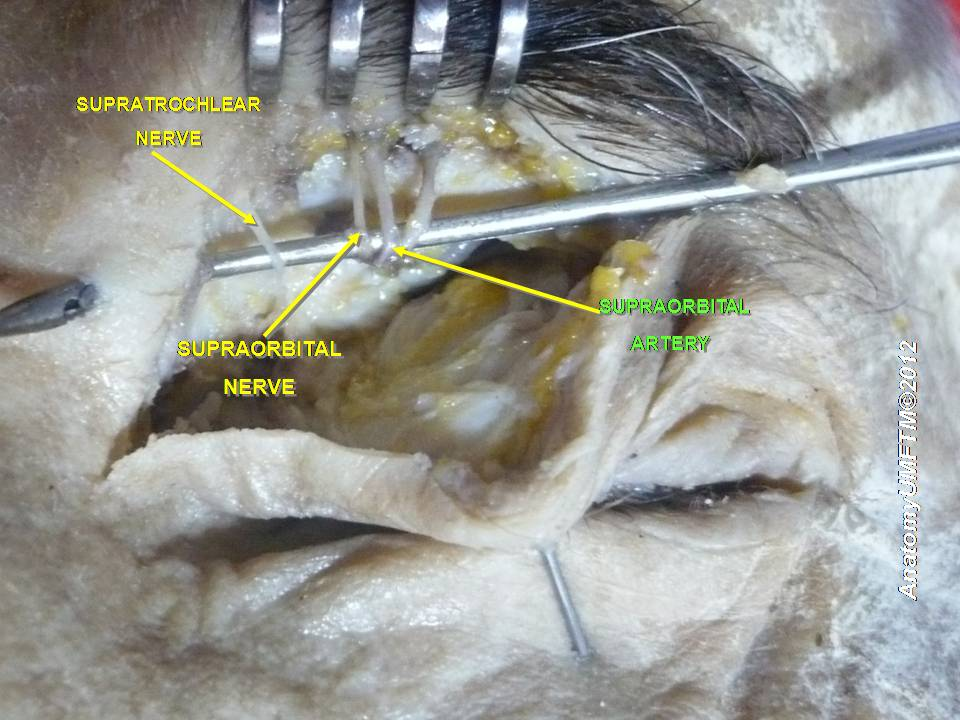
解剖中的眶上动脉